# Fianoniella punctiscutum
Fianoniella punctiscutum là một loài tò vò trong họ Ichneumonidae.